# هيرشل كالدويل
هيرشل كالدويل (بالإنجليزية: Herschel Caldwell)‏ هو لاعب كرة قدم أمريكية أمريكي، ولد في 13 أغسطس 1903 في دس آرك في الولايات المتحدة، وتوفي في 31 يوليو 1989.